# Trondheims historie
Trondheims historie går mere end tusinde år tilbage i tiden og starter med grundlæggelsen i 997. Byen voksede sig stor bl.a. hjulpet på vej af pilgrimskirken Nidarosdomen, der blev opført over mere end 200 år. Trondheim (under navnet Nidaros) fungerede som Norges hovedstad, fra den blev grundlagt i 997 til grundlæggelsen af Sarpsborg i 1016 og igen fra 1030 og frem til 1217, hvor hovedstaden flyttede til Bergen.
Byen har igennem hele sin historie hovedsageligt været bygget af træ, og Trondheim har derfor oplevet mange bybrande, hvoraf den værste måske var den i 1681. Efter denne brand blev Johan Caspar de Cicignon sat til at fremstille en ny byplan for byen, hvilket resulterede i det gadenet, som ses store dele af nutidens centrale Trondheim. Trods brandhensyn i byplanen forhindrede det ikke flere brande, og i 1845 blev der indført murtvang i midtbyen.
I dag er byen den tredjestørste by i Norge efter Oslo og Bergen og rummer Norges næststørste universitet NTNU.

## Middelalderen
Trondheim regnes at være grundlagt i 997. Arkæologiske fund viser dog, at der har været andre bebyggelser end blot gårde Nidelvens udmunding før den tid. Givetvis har der været en form for pakhuse til handel. Den tidligste bebyggelsen voksede frem ved en bugt i elven lige over for dagens Bakke bru. Ifølge traditionen anlagde vikingekongen Olav Tryggvason en kongsgård ved Skipakrok noget længere ude på Nidarneset, og ifølge sagaen fik Olav den hellige rejst Klemenskirken i kongsgården.
I sidste halvdel af 1000-tallet voksede byen hurtigt. Hovedgaderne gik nord-syd, mens der fra lagebygninger ved elven gik mange mindre sideveje. Ved dagens Elgeseter bro var der en bro over Nidelven. Den første stenkirke på Sankt Olavs gravsted, hvor Nidarosdomen står i dag, blev påbegyndt omkring år 1070, og man regner med, at den stod færdig omkring år 1300. I 1179 fandt Slaget på Kalvskinnet sted vest for kirken, hvor Sverre Sigurdssons (kong Sverre) og Birkebeinerne kæmpede mod baglerne om kongemagten. Den første kendte bybrand fandt sted i 1219, og en ny brand lagde det meste af byen i aske i 1295.
Højmiddelalderen var også en vækstperiode, særlig efter oprettelsen af ærkebispesædet i 1152. Fra slutningen af 1200-tallet kendes tæt ved 20 kirker. Uden for selve byen blev der bygget klostre både i Elgeseter, Bakke og Nidarholm kloster på Munkholmen.
I senmiddelalderen stagnerede væksten, og bybrandene i 1481 og særligt 1531 indledte en periode med tilbagegang. Landets sidste ærkebiskop, Olav Engelbrektsson, søgte at forhindre den danske indflydelse i landet, og i 1531 satte danske styrker ild til Ærkebispegården, og domkirken og meget af byen brændte. Ved reformationen i 1537 mistede byen sin status som Norges kirkelige centrum.
En stor brand d. 8. maj 1598 lægger en stor del af byen i aske.

## 1600-tallet
Nye næringsveje øgede handelen i 1600-tallet, og dette kom også Trondheim til gode, og byen begyndte at vokse vestover langs de gamle veje ud fra byen. Den første bebyggelse på Bakklandet opstod. Byen fik en mærkbar indflytning af udenlandske købmandsfamilier, særligt fra Flensborg. I 1658 ble Trondhjems len afstået til Sverige som en del af Roskildefreden, og byen blev besat af svenske tropper. Allerede samme år blev byen imidlertid generobret af norske tropper efter en 3 måneder lang belejring under ledelse af generalløjtnant Jørgen Bjelke. Den svenske guvernør Claes Nilsson Stiernsköld måtte kapitulere efter forhandlinger 11. december 1658. Ved freden i København i 1660 blev Trondhjems len og by igen formelt norsk.
Byen oplevede store brande i 1599 og 1651. Gaden langs Nidelvens bredder blev gradvis udbygget, men det kunne ikke forhindre en ny, ødelæggende brand i 1681 – den såkaldte Hornemans-brand. Christian V bestemte, at det skulle laves en helt ny byplan for Trondhjem. Opgaven blev givet til generalmajor Johan Caspar de Cicignon, med generalkvartermester Anthony Coucheron som assistent.
Cicignons plan viser et ortogonalt gadenet med fem brede nord-sydgående og fem øst-vestgående gader. Fordi Nidelven ved udløbet har en nordøstlig retning, blev den gade, som skulle gå på indersiden af bugten langs elven (Kjøpmannsgata), skæv i forhold til de øvrige. Denne uregelmæssighed blev udjævnet ved at lægge en anden hovedgade – Munkegata – nordvest-sydøst, sådan at de to gader danner to sider i en ligebenet trekant. Munkegata er desuden lagt i aksen mellem domkirken og Munkholmen ude i fjorden. Midt i Munkegata anlagde han en stor åben plads, der i dag udgør Trondheim torv.
Brandsikkerhed og forsvar var de vigtigste hensyn for Cicignon. Gadebredden var enten 60 (Munkegata og Kjøpmannsgata), 36 eller 25 alen, med kvartaler op mod otte mål. Det var Cicignons intention at fjerne alle de middelalderlige gadeforløb, men mange af disse veje eksisterer den dag i dag. Byen var omkranset af fæstningsværker i form af volde mod syd, vest og nord. På højdedraget over byen på den anden side af Nidelven anlagde han Kristiansten fæstning. På dette tidspunkt boede der omkring 10.000 i byen.
Gamle Bybro blev også anlagt i 1681 i forbindelse med Cicignons byplan.

## 1700-tallet
I 1700-tallet opstod byens andre forstad, Ila, uden for porten ved Skansen. Ilabekken gav kraft til tidlig industrivirksomhed ved Ilsvikøra. Ved århundredets begyndelse blev byen ramt af en ny stor brand, til trods for Cicignons brandforebyggende regulering fra 1681. Branden i 1708 raserede det meste af bebyggelsen mellem de store hovedgader Munkegata og Kjøpmannsgata, men sidstnævnte gade forhindrede branden i at sprede sig til Bryggene langs Nidelven med de værdifulde varelagre, som for byens købmænd var lige så vigtige som byens andre huse og gader.
Perioden fra 1760 til 1810 indebar en hektisk byggeaktivitet i Midtbyen, og de fleste af byens større og mindre træpalæer blev opført som beboelse til byens borgerskab i denne periode. Af dem, som fortsat står i dag, er Stiftsgården det fornemste. Dette enorme træhuset i tre fløje blev bygget af geheimerådinde Cecilie Christine Schøller og stod færdig i 1778. Det eneste, som kunne måle sig i pragt og størrelse, var Harmonien eller Møllman-gården ved torvet, der dog blev bygget noget tidligere, men brændt under 2. verdenskrig. Ved torvet ligger stadig Hornemansgården (påbegyndt i 1720), et trefløjet anlæg i to etager, som fik sin nuværende udstrækning omkring 1780, mens justitsråd Henrik Horneman var ejer. På den modsatte side af Kongens gate ligger Svaneapoteket fra omtrent samme tid. En stor del af byens berømte træpalæer er forsvundet ved senere bybrande, og flere blev endda revet ned i 1900-tallet.

## 1800-tallet
To store brande i 1841 og 1842 og en mindre i 1844 gjorde, at byen fik murtvang via Lov angaaende Bygningsvæsenet i Trondhjem i 1845. Brandhensyn gjorde også, at der blev anlagt flere nye gader, fx Thomas Angells gate, St. Olavs gate og Tordenskiolds gate.
Før murtvangen blev indført, var byen imidlertid genopbygget i træ i stor hast. Meget af den karakteristiske træhusbebyggelse, som ses i Midtbyen i dag, er bygget tidlig i 1840'erne. Bygningerne har et ensartet præg, i to etager med omtrent samme højde og sadeltag. Myndighederne tillod ikke gavlhuse eller kvist og andre tagkonstruktioner. Første etage havde gerne forretninger, mens der var bolig på anden etage. I baggården var det værksteder, udhuse og til dels også boliger.
I 1847 blev de to forstæder Bakklandet og Ila indlemmet i byen, og i 1864 også Elgeseter, Øya og Rosenborg en del af Trondheim. I 1864 åbnede byens første station, Throndhjem Station. I 1860'erne fik byingeniør Carl Adolf Dahl bygget byens første vandværk og kloakanlæg. I 1864 fik byen jernbane til Støren, i 1877 til Kristiania over Røros og i 1882 til Storlien over Meråker. Et nyt havneanlæg i 1882 bidrog også til en kraftig forbedring af kommunikation med omverdenen. Trondheim Centralstation åbnede i 1881, hvorved man også omlagde jernbanedriften fra den tidligere station.
Murtvangen gjaldt ikke i de nye bydele, og under højkonjunkturen i 1880'erne og 1890'erne oplevede Ila og særlig Rosenborg en kraftig vækst i træhusbebyggelser. I 1893 blev Singsaker, Øvre Rosenborg, Lademoen og nedre del af Byåsen indlemmet i byen. Efter en brand i Rosenborg i 1899 blev murtvangen indført i hele byen, men det blev senere åbnet for at bygge i træ i visse dele af kommunen.
I 1870 blev Trondhjems Tekniske Læreanstalt grundlagt, som senere blev til NTNU.

## 1900-1945
Stærk befolkningsvækst omkring århundredskiftet gjorde det nødvendigt at regulere også de ydre bydele for at skaffe byggegrunde. Byarkitekt Sverre Pedersen var manden bag den nye byplan fra 1913. I henhold til moderne principper for byplanlægning var det her skilt mellem bolig- og industriområder, og der blev også planlagt flere havnebyer i udkanterne af byen. Ikke mange af disse blev realiseret, og nogle først langt senere.
Trondheim var besat under hele anden verdenskrig allerede fra første dag af den tyske invasion. Den blev brugt som base for tyskernes ubådsflåde med udgangspunkt i den nyopførte base Dora I. Der var også planer om at anlægge en enorm krigshavn, der skulle blive en fremtidig base for den tyske Kriegsmarine, men den stod ikke færdig ved krigens afslutning i 1945, og der findes kun få rester af den i dag.

## 1945-nu
I 1952 blev Ladehalvøen og Byåsen indlemmet i byen. Efter et langvarigt udredningsarbejde blev så de fem kommuner Trondheim, Strinda, Tiller, Leinstrand og Byneset slået sammen til en storkommune fra 1. januar 1964, hvorved indbyggertallet i kommune Trondheim næsten blev fordoblet.
Generalplanen af 1967 (vedtaget i 1971) blev retningsgivende for væksten i den nye storkommunene. Stor udbygning mod Heimdal, som Tillerbyen og Huseby-Kolstad-Flatåsen, skulle afhjælpe boligmangelen i de centrale bydele. Industrien blev flyttet til Heggstadmoen, Lade, Fossegrenda og Sluppen.
Væksten på 1950'erne og 60'erne medførte, at mange gamle bebyggelser måtte vige for nye boliger, kommercielle bygninger og veje. Gradvist voksede imidlertid tanker om bevaring frem i løbet af 1960'erne og 70'erne. Et vejprojekt, som forudsatte nedrivning af meget af træhusbebyggelsen i Bakklandet blev standset, og det samme gjaldt nedrivningen af Ilsvikøra. Bevaringen af de ældre bydele fik sit endelige gennembrud med Midtbyplanen fra 1981.
Den 1. januar 2020 blev nabokommunen Klæbu (indbyggertal ca. 6.050) blev lagt ind i Trondheim kommune.
Byvæksten er nu især fokuseret på midtbyen, efter at den i et århundrede fortrinsvis er foregået uden for centrum. Udbygninger i Nedre Elvehavn, der er boliger og kommercielt byggeri med høj udnyttelsesgrad, er vokset op i området ved det nedlagte Trondhjems Mekaniske Værksted, er det mest iøjnefaldende eksempel på denne nye tendens.